# خویشاوندسالاری
خویشاوندسالاری (به انگلیسی: Nepotism)، همچنین خویشاوندگماری، پارتی‌بازی یا فامیل‌پروری یکی از مصادیق شایع فساد اداری است که به تبعیض و جایگزینی رابطه به جای ضابطه دلالت دارد. در فرایند پارتی‌بازی، فرد یا افرادی با دسترسی‌ها و قدرت اعمال نظر در یک اداره، نهاد یا سازمان دولتی یا خصوصی، به نفع یکی از اقوام نسبی یا سببی، یا دوستان و نزدیکان خود یا فردی که به دلیل ارتباط با او به صورت شخصی از طرق مادّی یا معنوی منتفع می‌شوند، (در افواه عمومی: کسی که «آشنا» است) اعمال نفوذ می‌کنند. این اعمال نفوذ می‌تواند به برتری دادن منافع شخصی به منفعت سازمان منجر شود و به عنوان مثال در اعمال نفوذ برای تصدی یک سمت، دریافت تسهیلات، ارتقا یا برنده شدن در یک مناقصه یا مزایده برای کسی که «آشنا» است، نمود پیدا کند.

## تعریف
خویشاوندسالاری (nepotism) را شاید در زبان فارسی بتوان معادل «پارتی‌بازی» در نظر گرفت. البته لغت پارتی (party) به معنای حزب است، امّا در زبان فارسی لزوماً بر هم‌حزبی‌ها و حوزهٔ سیاست دلالت نمی‌کند و وابستگان و دوستان و حوزهٔ اقتصاد را نیز شامل می‌شود، یعنی استفاده از سرمایهٔ عمومی برای امری خصوصی و حتی شخصی. ریشهٔ واژهٔ نپوتیسم به واژهٔ nephew بازمی‌گردد که در زبان انگلیسی کاربرد وسیعی دارد و نسبت‌هایی نظیر پسربرادر، پسرخواهر، پسرعمو، پسرعمه و… را در بر می‌گیرد. نپوتیسم پدیده‌ای است که طی آن رابطه به جای ضابطه می‌نشیند و ارادت جای لیاقت را می‌گیرد و در نتیجه، نظام سیاسی از «شایسته‌سالاری» دور شده و به سمت «حامی‌پروری» میل می‌کند، یعنی عدّه‌ای به عنوان پدر و پدربزرگ نقش حامی (patron) را بازی می‌کنند و عدّه‌ای دیگر نیز در قامت حمایت‌شونده (client) در می‌آیند. در علوم سیاسی این مناسبات ذیل عنوان حامی‌پروری (clientalism) صورت‌بندی می‌شوند. در چارچوب این مناسبات و در مرحلهٔ اوّل، افراد شامل اعضای خانواده، همشهری‌ها، دوستان، بچه‌محل‌ها، هم‌مدرسه‌ای‌ها و… به عنوان تحت‌الحمایهٔ یک پدرخوانده وارد صحنه شده و همهٔ رانت‌ها، امکانات و امتیازات دولتی از این مجرا به آنان منتقل می‌شود و در مرحلهٔ بعد، تحت‌الحمایگان موظف می‌شوند که در زمان مناسب برای حامی خود لشکری برای انجام اموری مانند تبلیغ و ترویج، انتخابات و سرکوب یا هر هدف دیگری که حامی طلب کند، تدارک ببینند.

## پیرامون واژه
واژهٔ «پارتی‌بازی» برگرفته از لغت فرانسه «پارتی» (به فرانسوی: Parti) به معنای حزب، گروه، طرفداری و جانبداری است و در سده اخیر وارد زبان فارسی شده است؛ اگرچه در زبان انگلیسی برای این مفهوم از واژهٔ «نپوتیزم»∗ استفاده می‌شود.